# 静岡県道400号大仁停車場線
静岡県道400号大仁停車場線（しずおかけんどう400ごう おおひとていしゃじょうせん）は、静岡県伊豆の国市内を通る一般県道である。

## 概要

### 路線データ
- 起点：大仁停車場（静岡県伊豆の国市大仁）
- 終点：静岡県伊豆の国市大仁（静岡県道80号熱海大仁線交点）
- 実延長：332m[1]

## 沿革
- 1994年（平成6年）4月1日 - 認定[2]

## 地理

### 通過する自治体
- 静岡県伊豆の国市

### 接続する道路
- 伊豆の国市道（起点：伊豆の国市大仁、大仁駅前）
- 静岡県道80号熱海大仁線（終点：伊豆の国市大仁）

### 周辺
- 伊豆箱根鉄道駿豆線 大仁駅
- 修善寺道路（国道136号・国道414号）
  - 大仁南インターチェンジ
  - 熊坂インターチェンジ
- 狩野川
- 静岡県警察 大仁警察署
- 静岡銀行 大仁支店（しずぎん大仁プラザ）
- 三島信用金庫 大仁支店
- 大仁郵便局
- 伊豆の国市立大仁中学校
- 伊豆市立熊坂小学校
- アピタ 大仁店
- ヤマダ電機 テックランド修善寺店